# تپه موشکه
تپه موشکه مربوط به عصر مس و سنگ است و در شهرستان سرپل ذهاب، بخش مرکزی، دهستان دشت ذهاب، ۸۰۰ متری جنوب غرب روستای تپانی واقع شده و این اثر در تاریخ ۲۶ اسفند ۱۳۸۷ با شمارهٔ ثبت ۲۵۵۷۷ به‌عنوان یکی از آثار ملی ایران به ثبت رسیده است.